# ورکپوینت انترتینمنت
ورکپوینت اینترتینمنت (انگلیسی: Workpoint Entertainment) شرکت رسانه‌ای تایلندی است، که در سال ۱۹۸۹ تأسیس شد.